# Steganthera dentata
Steganthera dentata är en tvåhjärtbladig växtart som först beskrevs av Theodoric Valeton, och fick sitt nu gällande namn av Kanehira & Hatusima. Steganthera dentata ingår i släktet Steganthera och familjen Monimiaceae. Inga underarter finns listade i Catalogue of Life.